# Luís Augusto Palmeirim
Luís Augusto Xavier Palmeirim (Lisboa, 9 de Agosto de 1825 - ibid., 4 de Dezembro de 1893), também conhecido por Luís Xavier Palmeirim, foi um escritor e político português do século XIX.
Frequentou o Colégio Militar.
Defendendo as suas posições políticas foi deputado e tomou parte na rebelião da Maria da Fonte, entre 1846 e 1847, ao serviço da Junta do Porto, contra a ditadura de Costa Cabral.
A partir de 1878, foi director do Conservatório de Lisboa. Pertenceu à geração romântica do Trovador 1848.
Jornalista, tradutor, crítico, contista, dramaturgo e poeta ultra-romântico, exalta na sua poesia os tipos anárquicos, anti-sociais.
Foi colaborador do periódico O Panorama (1837-1865), bem como do semanário Ilustração Luso-Brasileira  (1856-1859), da Revista Contemporânea de Portugal e Brasil  (1859-1865), da revista  O Ocidente (1878-1909) e do periódico Lisboa creche: jornal miniatura  (1884).
Em 1949 a Câmara Municipal de Lisboa homenageou o escritor dando o seu nome a uma rua junto à Avenida da Igreja, em Alvalade.